# Oakermanita
La oakermanita, con sinónimos åkermanita y okermanita, es un mineral de la clase sorosilicatos, del grupo de la melilita.
Forma una serie de solución sólida con la gehlenita, sustituyendo gradualmente el magnesio por aluminio.
Fue descrita por el mineralogista Vogt en 1884 y fue nombrado en reconocimiento al metalúrgico sueco  Anders Richard Åkerman (1837-1922). El topotipo es el monte Somma, en el complejo volcánico Somma-Vesubio, Nápoles, en Campania (Italia).

## Hábito
Se puede presentar en forma de cristales prismáticos cortos o tabular fino, que pueden parecer como aplastados, en cubos modificados octaédricamente. También puede aparecer en forma granular masiva.

## Formación y yacimientos

### Ambiente de formación
Se forma como productor del contacto metamórfico entre rocas limolitas silíceas y dolomitas, así como en rocas de facies de la sanidina. También puede formarse a partir de magmas alcalinos enriquecidos en calcio.

### Minerales asociados
Suele encontrarse asociado a una serie de minerales raros, entre los más comunes están la forsterita, la grosularia o el diópsido.